# Lijst van weg- en veldkapellen in Peer
Dit is een onvolledige lijst van veldkapellen in de gemeente Peer. Kapelletjes komen vooral voor in katholieke gebieden van o.a. Nederland en België, en werden dikwijls gebouwd ter verering van een heilige. Ze zijn te vinden langs wegen in het buitengebied, maar komen ook voor binnen de bebouwde kom.
| Kapel                                                                                    | Adres                             | Plaats        | Bouwperiode            | Architect        | Foto                                                                               |
| ---------------------------------------------------------------------------------------- | --------------------------------- | ------------- | ---------------------- | ---------------- | ---------------------------------------------------------------------------------- |
| Onze-Lieve-Vrouw van Lourdeskapel                                                        | Stevenstraat                      | Erpekom       |                        |                  |                                                                                    |
| Onze-Lieve-Vrouw van Lourdeskapel                                                        | Mgr. Broekxstraat                 | Erpekom       | 1935                   |                  |                                                                                    |
| Onze-Lieve-Vrouw van Altijddurende Bijstandkapel (Broekxhofkapel)                        | Mgr. Broekxstraat                 | Erpekom       | 1941                   |                  |                                                                                    |
| Onze-Lieve-Vrouw van Lourdeskapel                                                        | Mgr. Broekxstraat-Stevenstraat    | Erpekom       | 1947                   |                  |                                                                                    |
| Mariakapel (Bedevaartkapel)                                                              | Ellikommerdijk                    | Erpekom       |                        |                  |                                                                                    |
| Mariakapel (Dankkapel)                                                                   | Kruisakkerweg                     | Grote-Brogel  | 1946                   |                  |                                                                                    |
| Onze-Lieve-Vrouw van Lourdeskapel                                                        | Kruisakkerweg-Broekkantstraat     | Grote-Brogel  |                        |                  |                                                                                    |
| Mariakapel                                                                               | Weyerstraat-Oude Weyerstraat      | Grote-Brogel  | Ca. 1900 en 2003       |                  |                                                                                    |
| Onze-Lieve-Vrouwekapel                                                                   | Weyerstraat                       | Grote-Brogel  |                        |                  |                                                                                    |
| Mariakapel                                                                               | Hoogstraat-Bergerheidestraat      | Grote-Brogel  |                        |                  |                                                                                    |
| Mariakapel                                                                               | Vlasrootweg                       | Grote-Brogel  |                        |                  |                                                                                    |
| Mariakapel                                                                               | Waardhofweg-Smeetshofweg          | Grote-Brogel  |                        |                  |                                                                                    |
| Sint-Corneliuskapel                                                                      | Smeetshofweg (bij de rotonde)     | Grote-Brogel  |                        |                  |                                                                                    |
| Mariakapel                                                                               | Smeetshofweg                      | Grote-Brogel  |                        |                  |                                                                                    |
| Onze-Lieve-Vrouw van Rustkapel                                                           | Baan naar Bree                    | Grote-Brogel  |                        |                  |                                                                                    |
| Onze-Lieve-Vrouw van Lourdeskapel                                                        | Ooievaarsneststraat               | Grote-Brogel  |                        |                  |                                                                                    |
| Laarderkapel (Onze-Lieve-Vrouw van Lourdeskapel of Berthilia, Eutropia en Genovevakapel) | Laarderweg-Coenenhofweg           | Grote-Brogel  | 1908                   |                  |                                                                                    |
| Onze-Lieve-Vrouw van Banneuxkapel (Grotkapelletje)                                       | Gijzenstraat                      | Kleine-Brogel | 2004                   |                  |                                                                                    |
| Mariakapel                                                                               | Zavelstraat                       | Kleine-Brogel |                        |                  |                                                                                    |
| Onze-Lieve-Vrouw van Rustkapel (Esserskapel)                                             | Zavelstraat                       | Kleine-Brogel | 1858                   |                  |                                                                                    |
| Mariakapel                                                                               | Zavelstraat-Vrankenstraat         | Kleine-Brogel | 1957                   |                  |                                                                                    |
| Onze-Lieve-Vrouw van Banneuxkapel                                                        | Dommellaan-Burgemeester Voetslaan | Kleine-Brogel | 1955                   |                  |                                                                                    |
| Gillis of Teutenkapel                                                                    | Vlieveldlaan                      | Kleine-Brogel | 1892                   |                  |                                                                                    |
| Onze-Lieve-Vrouw van Lourdeskapel                                                        | Rietstraat                        | Kleine-Brogel |                        |                  |                                                                                    |
| Onze-Lieve-Vrouwekapel                                                                   | Groenewoudstraat-Dommellaan       | Kleine-Brogel |                        |                  |                                                                                    |
| Mariakapel (Dankkapel)                                                                   | Groenewoudstraat                  | Kleine-Brogel | 1944                   |                  |                                                                                    |
| Mariakapel                                                                               | Groenewoudstraat-Ekselsebaan      | Kleine-Brogel | 1890 en 2004           |                  |                                                                                    |
| Maria, Hulp der Christenenkapel                                                          | Bergskenstraat                    | Linde         |                        |                  |                                                                                    |
| Dullerkapel                                                                              | Overes                            | Linde         | 1893                   |                  |                                                                                    |
| Mariakapel                                                                               | Ruitersbaan                       | Linde         |                        |                  |                                                                                    |
| Mariakapel                                                                               | Baan naar Helchteren-Walewijndijk | Linde         | Ca. 1950               |                  | Mariakapel, Baan naar Helchteren-Walewijndijk, Linde (Peer)                        |
| Mariakapel                                                                               | Lindebosstraat-Grote Hoefstraat   | Linde         |                        |                  | Mariakapel, Lindebosstraat-Grote Hoefstraat, Linde (Peer)                          |
| Mariakapel                                                                               | Grote Hoefstraat                  | Linde         |                        |                  |                                                                                    |
| Onze-Lieve-Vrouwekapel (Hendrixkapel)                                                    | Helchterensedijk-Houtestraat      | Linde         | Ca. 1940               |                  | Onze-Lieve-Vrouwekapel of Hendrixkapel, Helchterensedijk-Houtestraat, Linde (Peer) |
| Sint-Donatuskapel                                                                        | Kluisstraat                       | Linde         | 1851                   |                  |                                                                                    |
| Mariakapel                                                                               | Cremerdijk-Mgr. Morisstraat       | Linde         |                        |                  |                                                                                    |
| Mariakapel                                                                               | Nieuwdorp                         | Linde         |                        |                  |                                                                                    |
| Mariakapel                                                                               | Gehucht                           | Linde         |                        |                  |                                                                                    |
| Onze-Lieve-Vrouw van Zeven Smartenkapellen (7 vestkapellen)                              | Noord- en Zuidvest                | Peer          | 1647 en 1947           |                  |                                                                                    |
| Onze-Lieve-Vrouw van het Heilig Hartkapel (Bomerkapel)                                   | Kruisstraat-Bomerstraat           | Peer          |                        |                  |                                                                                    |
| Mariakapel                                                                               | Vinkstraat-Molhemstraat           | Peer          |                        |                  |                                                                                    |
| Mariakapel                                                                               | Molhemstraat                      | Peer          |                        |                  |                                                                                    |
| Onze-Lieve-Vrouw met Kindkapel                                                           | Rustoordlaan                      | Peer          |                        |                  |                                                                                    |
| Mariakapel (De Zwin)                                                                     | Rustoordlaan                      | Peer          |                        |                  |                                                                                    |
| Mariakapel                                                                               | Leukenstraat                      | Peer          |                        |                  |                                                                                    |
| Mariakapel                                                                               | Industrieweg (Oude Kerkenpad)     | Peer          |                        |                  |                                                                                    |
| Mariakapel                                                                               | Kiezel Kleine-Brogel              | Peer          |                        |                  |                                                                                    |
| Mariakapel?                                                                              | Op de Kippen                      | Peer          |                        |                  |                                                                                    |
| Mariakapel                                                                               | Voortstraat (midden in het veld)  | Peer          |                        |                  |                                                                                    |
| Mariakapel (Militaire kapel)                                                             | Maarlosedijk                      | Peer          | 1959, torentje in 1981 |                  |                                                                                    |
| Onze-Lieve-Vrouw van Banneuxkapel (Maarlosekapel)                                        | Wittertstraat                     | Peer          | 1860 en 1949           |                  |                                                                                    |
| Onze-Lieve-Vrouw van Banneuxkapel                                                        | Kapellekestraat                   | Peer          | 1964                   |                  |                                                                                    |
| Deusterkapel                                                                             | Deusterstraat-Kapellekestraat     | Peer          | 1660 en 1717           | Piet Moors       |                                                                                    |
| Mariakapel                                                                               | Kloosterbosstraat                 | Peer          |                        |                  |                                                                                    |
| Mariakapel                                                                               | Kruisdijk                         | Wauberg       |                        |                  |                                                                                    |
| Onze-Lieve-Vrouw van Lourdeskapel                                                        | Kruisdijk                         | Wauberg       |                        |                  |                                                                                    |
| Mariakapel                                                                               | Kleine Dijk                       | Wauberg       |                        |                  |                                                                                    |
| Don Boscokapel                                                                           | Overes-Kleine Dijk                | Wauberg       |                        |                  |                                                                                    |
| Mariakapel                                                                               | Maastrichterdijk-Ruitersbaan      | Wauberg       |                        |                  |                                                                                    |
| Mariakapel                                                                               | Waubergerdijk                     | Wauberg       |                        |                  |                                                                                    |
| Colemontkapel (Gedachteniskapel)                                                         | Achelmansstraat-Diestersedijk     | Wijchmaal     |                        |                  |                                                                                    |
| Onze-Lieve-Vrouw van Bijstandkapel                                                       | Diestersedijk                     | Wijchmaal     | 1920                   |                  |                                                                                    |
| Onze-Lieve-Vrouw van Lourdeskapale                                                       | Achtzalighedenstraat-Kapelstraat  | Wijchmaal     | 1884                   |                  |                                                                                    |
| Heilige Antoniuskapel                                                                    | Hoenrik                           | Wijchmaal     |                        |                  |                                                                                    |
| Mariakapel                                                                               | Kerrestraat-Langegrachtweg        | Wijchmaal     |                        |                  |                                                                                    |
| Mariakapel                                                                               | Achterstraat-Diestersedijk        | Wijchmaal     |                        |                  |                                                                                    |
| Mariakapel                                                                               | Dijkerstraat-Monnisveld           | Wijchmaal     |                        |                  |                                                                                    |
| Mariakapel                                                                               | Hoogveld                          | Wijchmaal     |                        |                  |                                                                                    |
| Mariakapel                                                                               | Acacialaan                        | Wijchmaal     |                        |                  |                                                                                    |
| Onze-Lieve-Vrouw van Banneuxkapel                                                        | Kenensdijk                        | Wijchmaal     | 1978                   |                  |                                                                                    |
| Mariakapel                                                                               | Blijlever                         | Wijchmaal     |                        |                  |                                                                                    |
| Mariakapel (Niskapel)                                                                    | Blijlever                         | Wijchmaal     | 1907                   |                  |                                                                                    |
| Mariakapel                                                                               | Blijlever                         | Wijchmaal     | 1978                   |                  |                                                                                    |
| Mariakapel                                                                               | Blijlever                         | Wijchmaal     |                        |                  |                                                                                    |
| Sint-Hubertuskapel                                                                       | Sint Hubertusstraat-Dijkerstraat  | Wijchmaal     | 1893                   | Hyacinth Martens |                                                                                    |